# Celtic Football Club 1966-1967
Questa voce raccoglie le informazioni riguardanti il Celtic Football Club nelle competizioni ufficiali della stagione 1966-1967.

## Stagione
La stagione 1966-1967 vide il Celtic conquistare la Coppa dei Campioni, avendo battuto in finale l'Inter col risultato di 2 a 1. Il Celtic si fregiò così del titolo di primo club britannico e nord-europeo a vincere la Coppa dei Campioni e unico club scozzese a raggiungere una finale. I Bhoys biancoverdi vinsero anche campionato, coppa nazionale e coppa di lega nazionale, oltre alla sopracitata Coppa dei Campioni; in questo modo realizzarono il cosiddetto quadruple, per il quale l'annata fu poi soprannominata Year of Triumph (anno del trionfo) e considerata la più gloriosa della storia del club biancoverde. Le partite stagionali disputate dal Celtic furono 65, e di queste solamente 4 le sconfitte. Nella finale di Coppa Intercontinentale - nel mese di novembre 1967 - gli Hoops vennero invece sconfitti dal Racing Avellaneda, e fallirono il quintuple. I tre incontri disputati contro gli argentini fanno però parte della stagione successiva.

## Maglie
I numeri dei giocatori non sono impressi sul retro delle maglie, ma sulla parte anteriore dei calzoncini.
| Manica sinistra · Manica sinistra · Maglietta · Maglietta · Manica destra · Manica destra · Pantaloncini · Calzettoni | Manica sinistra · Manica sinistra · Maglietta · Maglietta · Manica destra · Manica destra · Pantaloncini · Pantaloncini · Calzettoni · Calzettoni |  |

## Organigramma societario
Area direttiva
- Presidente: Robert Kelly

Area tecnica
- Allenatore: Jock Stein
- Allenatore in seconda: John Higgins, Sean Fallon, Neil Mochan

## Rosa
La numerazione è basata sulle divise indossate dai giocatori scesi in campo durante la finale di Coppa dei Campioni.
| N. |                   | Ruolo | Calciatore               |
| -- | ----------------- | ----- | ------------------------ |
| 1  | Scozia (bandiera) | P     | Ronnie Simpson           |
| 2  | Scozia (bandiera) | D     | Jim Craig                |
| 3  | Scozia (bandiera) | D     | Tommy Gemmell            |
| 4  | Scozia (bandiera) | C     | Bobby Murdoch            |
| 5  | Scozia (bandiera) | C     | Billy McNeill (capitano) |
| 6  | Scozia (bandiera) | D     | John Clark               |
| 7  | Scozia (bandiera) | C     | Jimmy Johnstone          |
| 8  | Scozia (bandiera) | A     | Willie Wallace           |
| 9  | Scozia (bandiera) | A     | Steve Chalmers           |
| 10 | Scozia (bandiera) | C     | Bertie Auld              |
| 11 | Scozia (bandiera) | C     | Bobby Lennox             |
| 12 | Scozia (bandiera) | P     | John Fallon              |

| N. |                             | Ruolo | Calciatore        |
| -- | --------------------------- | ----- | ----------------- |
|    | Danimarca (bandiera)        | P     | Bent Martin       |
|    | Irlanda del Nord (bandiera) | P     | Jack Kennedy      |
|    | Scozia (bandiera)           | D     | Jim Brogan        |
|    | Scozia (bandiera)           | D     | Ian Young         |
|    | Scozia (bandiera)           | D     | Frank McCarron    |
|    | Scozia (bandiera)           | C     | Davie Cattenach   |
|    | Scozia (bandiera)           | C     | Willie O'Neill    |
|    | Scozia (bandiera)           | C     | Sam Henderson     |
|    | Scozia (bandiera)           | C     | John Cushley      |
|    | Irlanda (bandiera)          | C     | Charlie Gallagher |
|    | Scozia (bandiera)           | A     | John Hughes       |
|    | Scozia (bandiera)           | A     | Joe McBride       |

## Risultati

### Scottish Division One
| Arbitro: | Kelly (Motherwell) |

|  |           |                                     |
|  | Marcatori | 10’ Chalmers 18’ McBride 75’ Hughes |

| Arbitro: | Wharton (Glasgow) |

|                    |           |  |
| Auld 1’ Murdoch 4’ | Marcatori |  |

| Arbitro: | Thomson (Edimburgo) |

|            |           |                         |
| Penman 28’ | Marcatori | 32’ Lennox 78’ Chalmers |

| Arbitro: | Davidson |

|                                                     |           |               |
| Johnstone 11’, 52’ Lennox 38’, 60’ McBride 65’, 75’ | Marcatori | 54’ Kilgannon |

| Arbitro: | Watson (Glasgow) |

|                                         |           |                                         |
| Cormack 10’ Davis 37’ (rig.) McGraw 89’ | Marcatori | 15’, 41’, 43’, 74’ McBride 30’ Chalmers |

| Arbitro: | Small (Selkirk) |

|                             |           |  |
| McBride 65’ Lennox 68’, 87’ | Marcatori |  |

| Arbitro: | Elliot (Barrhead) |

|                                                     |           |           |
| Lennox 2’ Hughes 45’ Johnstone 57’, 88’ Gemmell 69’ | Marcatori | 40’ Black |

| Arbitro: | Padden (Ardrossan) |

|                                                               |           |                                    |
| Johnstone 6’ McBride 12’, 41’, 48’ Chalmers 19’, 42’ Auld 25’ | Marcatori | 43’ McGuinness 65’ Reid 87’ Kerray |

| Arbitro: | Henderson (Dundee) |

|             |           |            |
| Gemmell 47’ | Marcatori | 54’ Treacy |

| Arbitro: | Stewart (Paisley) |

|  |           |                                 |
|  | Marcatori | 2’, 43’ (rig.) McBride 62’ Auld |

| Arbitro: | Wharton |

|                                                  |           |                                                     |
| Robertson 31’ Delaney 33’ Paton 38’ Ferguson 48’ | Marcatori | 34’ Murdoch 43’ Johnstone 62’ Auld 69’, 89’ McBride |

| Arbitro: | McKenzie (Coatbridge) |

|                                    |           |  |
| Miller 12’ (aut.) McBride 72’, 89’ | Marcatori |  |

| Kilmarnock 3 dicembre 1966, ore 15:00 BST 13º Giornata | Kilmarnock          | 0 – 0 referto | Celtic | Rugby Park (27 000 spett.)\| Arbitro: \| Paterson (Bothwell) \| |
| Arbitro:                                               | Paterson (Bothwell) |               |        |                                                                 |

| Arbitro: | Crockett (Dundee) |

|                                    |           |                        |
| Chalmers 30’, 41’, 83’ Murdoch 66’ | Marcatori | 78’ Murray 84’ Lindsay |

| Arbitro: | Callaghan (Glasgow) |

|                                                           |           |                     |
| Wallace 2’, 24’ Chalmers 14’, 74’ Murdoch 32’ McBride 56’ | Marcatori | 36’ Duncan 64’ Gibb |

| Arbitro: | Hutton (Dunfermline) |

|             |           |            |
| Melrose 30’ | Marcatori | 25’ Lennox |

| Arbitro: | Webster (Falkirk) |

|                                        |           |                                                    |
| Dossing 22’ Gillespie 72’ Mitchell 75’ | Marcatori | 12’ Lennox 23’ Wallace 21’ Johnstone 28’ Gallagher |

| Arbitro: | Elliot (Barrhead) |

|                                  |           |             |
| Wilson 4’ (aut.) Wallace 5’, 89’ | Marcatori | 51’ Cameron |

| Arbitro: | Mullan (Dalkeith) |

|                                                        |           |  |
| Chalmers 12’, 72’ Gallagher 54’ Gemmell 74’ Lennox 75’ | Marcatori |  |

| Arbitro: | Anderson (East Kilbride) |

|  |           |                                            |
|  | Marcatori | 63’, 69’ Johnstone 86’ Chalmers 90’ Lennox |

| Arbitro: | McKenzie (Larbert) |

|                          |           |  |
| Wallace 12’ Chalmers 38’ | Marcatori |  |

| Arbitro: | Wilson (Glasgow) |

|  |           |                                            |
|  | Marcatori | 12’ Johnstone 47’ Chalmers 69’ (rig.) Auld |

| Arbitro: | Gordon (Newport-on-Tay) |

|  |           |                                                 |
|  | Marcatori | 41’ Johnstone 57’, 62’, 82’ Chalmers 59’ Hughes |

| Arbitro: | Foote (Glasgow) |

|             |           |            |
| Peebles 23’ | Marcatori | 52’ Hughes |

| Arbitro: | Crockett (Dundee) |

|  |           |                                                           |
|  | Marcatori | 31’, 88’ Wallace 48’ Lennox 75’ Hughes 82’ (rig.) Gemmell |

| Arbitro: | Thompson (Edimburgo) |

|                                            |           |                   |
| Chalmers 3’ Gemmell 21’ (rig.) Wallace 42’ | Marcatori | 19’, 87’ Ferguson |

| Arbitro: | Fleming (Aberdeen) |

|                                                          |           |  |
| Chalmers 25’, 74’ Auld 29’ Hughes 66’ Gemmell 67’ (rig.) | Marcatori |  |

| Arbitro: | Webster (Falkirk) |

|  |           |                                  |
|  | Marcatori | 42’ Auld 62’ Wallace 85’ Gemmell |

| Arbitro: | Stewart (Paisley) |

|              |           |                                          |
| Flanagan 52’ | Marcatori | 41’ Lennox 59’, 86’ Chalmers 67’ Wallace |

| Arbitro: | Wharton (Clarkston) |

|  |           |                                |
|  | Marcatori | 57’ Wallace 70’ (rig.) Gemmell |

| Glasgow 19 aprile 1967, ore 19:30 BST 31º Giornata | Celtic             | 0 – 0 referto | Aberdeen | Celtic Park (33 000 spett.)\| Arbitro: \| Davidson (Airdrie) \| |
| Arbitro:                                           | Davidson (Airdrie) |               |          |                                                                 |

| Arbitro: | Small (Kelso) |

|                                |           |                                     |
| Gemmell 27’ (rig.) Wallace 61’ | Marcatori | 55’ Hainey 68’ Gillespie 71’ Graham |

| Arbitro: | Syme (Glasgow) |

|                      |           |                    |
| Jardyne 41’ Hynd 81’ | Marcatori | 42’, 74’ Johnstone |

| Arbitro: | Anderson (East Kilbride) |

|                        |           |  |
| Lennox 25’ Wallace 76’ | Marcatori |  |

### Scottish Cup
| Arbitro: | McKenzie (Larbert) |

|                                               |           |  |
| Murdoch 13’ Gemmell 19’ Chalmers 33’ Auld 19’ | Marcatori |  |

| Arbitro: | Gordon (Tayport-on-Tay) |

|                                                               |           |  |
| Chalmers 43’ Lennox 44’, 45’, 70’ Hughes 62’ Wallace 83’, 89’ | Marcatori |  |

| Arbitro: | Callaghan (Glasgow) |

|                                                       |           |                                   |
| Gemmell 7’ (rig.) Chalmers 23’ Wallace 33’ Lennox 84’ | Marcatori | 1’ (aut.) Gemmell 31’, 46’ Hooper |

| Glasgow 1º aprile 1967, ore 15:00 BST Semifinale | Celtic                  | 0 – 0 referto | Clyde | Hampden Park (56 787 spett.)\| Arbitro: \| Gordon (Newport-on-Tay) \| |
| Arbitro:                                         | Gordon (Newport-on-Tay) |               |       |                                                                       |

| Arbitro: | Gordon (Newport-on-Tay) |

|                    |           |  |
| Lennox 2’ Auld 22’ | Marcatori |  |

| Arbitro: | Syme |

|                  |           |  |
| Wallace 42’, 49’ | Marcatori |  |

### Scottish League Cup
| Arbitro: | Paterson (Bothwell) |

|  |           |                         |
|  | Marcatori | 18’ (rig.), 88’ McBride |

| Arbitro: | Stewart (Paisley) |

|                                                          |           |  |
| Lennox 5’, 60’ McBride 30’ (rig.), 44’, 63’ Chalmers 83’ | Marcatori |  |

| Arbitro: | Philips (Wishaw) |

|                                                                         |           |                 |
| Lennox 10’, 72’ McBride 24’ (rig.), 26’, 44’, 46’ Auld 48’ Chalmers 68’ | Marcatori | 78’, 82’ Treacy |

| Arbitro: | Philips (Wishaw) |

|                                      |           |  |
| McBride 54’, 73’ (rig.) Chalmers 68’ | Marcatori |  |

| Arbitro: | McKenzie (Coatbridge) |

|            |           |                                     |
| Gilroy 36’ | Marcatori | 16’, 38’ (rig.) McBride 86’ Gemmell |

| Arbitro: | Webster (Falkirk) |

|  |           |             |
|  | Marcatori | 53’ Murdoch |

| Arbitro: | Anderson (East Kilbride) |

|                                                                     |           |                              |
| McNeill 1’ Hughes 4’ Auld 11’, 70’ McBride 15’ (rig.) Johnstone 23’ | Marcatori | 18’, 85’ Ferguson 62’ Hunter |

| Arbitro: | Anderson (East Kilbride) |

|             |           |                               |
| Fleming 70’ | Marcatori | 32’ McNeill 42’, 54’ Chalmers |

| Arbitro: | Syme (Glasgow) |

|                         |           |  |
| Murdoch 65’ McBride 75’ | Marcatori |  |

| Arbitro: | Wharton (Glasgow) |

|            |           |  |
| Lennox 19’ | Marcatori |  |

### Glasgow Cup
| Arbitro: | Syme |

|  |           |                                 |
|  | Marcatori | 8’ McNeill 32’, 81’, 83’ Lennox |

| Arbitro: | Callaghan (Glasgow) |

|                                          |           |  |
| McBride 6’, 88’ Lennox 30’ Gallagher 40’ | Marcatori |  |

| Arbitro: | Wilson (Glasgow) |

|                                   |           |  |
| Chalmers 12’ Lennox 24’, 26’, 43’ | Marcatori |  |

### Coppa dei Campioni
| Arbitro: | Hansen |

|                         |           |  |
| Gemmell 61’ McBride 69’ | Marcatori |  |

| Arbitro: | Lo Bello |

|  |           |                                      |
|  | Marcatori | 22’, 48’ (rig.) Gemmell 39’ Chalmers |

| Arbitro: | Campos |

|           |           |                                     |
| Magny 17’ | Marcatori | 25’ McBride 50’ Lennox 66’ Chalmers |

| Arbitro: | Boström |

|                                       |           |             |
| Johnstone 15’ Chalmers 57’ Lennox 78’ | Marcatori | 43’ Georgin |

| Arbitro: | Schiller |

|            |           |  |
| Stanić 70’ | Marcatori |  |

| Arbitro: | Carlsson |

|                          |           |  |
| Chalmers 58’ McNeill 90’ | Marcatori |  |

| Arbitro: | Campos |

|                                |           |            |
| Johnstone 27’ Wallace 59’, 65’ | Marcatori | 44’ Štrunc |

| Praga 25 aprile 1967, ore 15:00 GMT Semifinale - Ritorno | Dukla Praga | 0 – 0 referto | Celtic | Na Julisce Stadion (19 157 spett.)\| Arbitro: \| Dienst \| |
| Arbitro:                                                 | Dienst      |               |        |                                                            |

| Arbitro: | Tschenscher |

|                          |           |            |
| Gemmell 63’ Chalmers 84’ | Marcatori | 6’ Mazzola |

## Statistiche

### Statistiche di squadra
| Competizione          | Punti | In casa | In casa | In casa | In casa | In casa | In casa | In trasferta | In trasferta | In trasferta | In trasferta | In trasferta | In trasferta | Totale | Totale | Totale | Totale | Totale | Totale | DR  |
| Competizione          | Punti | G       | V       | N       | P       | Gf      | Gs      | G            | V            | N            | P            | Gf           | Gs           | G      | V      | N      | P      | Gf     | Gs     | DR  |
| --------------------- | ----- | ------- | ------- | ------- | ------- | ------- | ------- | ------------ | ------------ | ------------ | ------------ | ------------ | ------------ | ------ | ------ | ------ | ------ | ------ | ------ | --- |
| Scottish Division One | 58    | 17      | 14      | 2       | 1       | 61      | 17      | 17           | 12           | 4            | 1            | 50           | 16           | 34     | 26     | 6      | 2      | 111    | 33     | +78 |
| Scottish Cup          | -     | 7       | 6       | 1       | 0       | 20      | 3       | -            | -            | -            | -            | -            | -            | 7      | 6      | 1      | 0      | 20     | 3      | +17 |
| Scottish League Cup   | -     | 6       | 6       | 0       | 0       | 26      | 5       | 4            | 4            | 0            | 0            | 9            | 2            | 10     | 10     | 0      | 0      | 35     | 7      | +28 |
| Glasgow Cup           | -     | 2       | 2       | 0       | 0       | 8       | 0       | 1            | 1            | 0            | 0            | 4            | 0            | 3      | 3      | 0      | 0      | 12     | 0      | +12 |
| Coppa dei Campioni    | -     | 5       | 5       | 0       | 0       | 12      | 3       | 4            | 2            | 1            | 1            | 6            | 2            | 9      | 7      | 1      | 1      | 18     | 5      | +13 |
| Totale                | -     | 37      | 33      | 3       | 1       | 127     | 28      | 26           | 19           | 5            | 2            | 69           | 20           | 63     | 52     | 8      | 3      | 148    | 59     | +89 |

### Andamento in campionato
| Giornata  | 1 | 2 | 3 | 4 | 5 | 6 | 7 | 8 | 9 | 10 | 11 | 12 | 13 | 14 | 15 | 16 | 17 | 18 | 19 | 20 | 21 | 22 | 23 | 24 | 25 | 26 | 27 | 28 | 29 | 30 | 31 | 32 | 33 | 34 |
| --------- | - | - | - | - | - | - | - | - | - | -- | -- | -- | -- | -- | -- | -- | -- | -- | -- | -- | -- | -- | -- | -- | -- | -- | -- | -- | -- | -- | -- | -- | -- | -- |
| Luogo     | C | C | T | C | T | C | C | C | C | C  | T  | T  | C  | T  | C  | C  | T  | T  | C  | C  | T  | C  | T  | T  | T  | T  | C  | C  | T  | T  | C  | C  | T  | C  |
| Risultato | V | V | V | V | V | V | V | V | N | V  | V  | V  | N  | V  | V  | N  | S  | V  | V  | V  | V  | V  | V  | N  | V  | V  | V  | V  | V  | V  | N  | S  | N  | V  |
| Posizione | ? | ? | 1 | ? | 1 | 1 | 1 | 1 | 1 | 1  | 1  | 1  | 1  | 1  | 1  | 1  | 1  | 1  | 1  | 1  | 1  | 1  | 1  | 1  | 1  | 1  | 1  | 1  | 1  | 1  | 1  | 1  | 1  | 1  |

Legenda:

Luogo: C = Casa; T = Trasferta. Risultato: V = Vittoria; N = Pareggio; P = Sconfitta.

### Statistiche dei giocatori
| Giocatore    | Division One | Division One | SFA Cup+SL Cup | SFA Cup+SL Cup | Coppa dei Campioni | Coppa dei Campioni | Totale   | Totale |
| Giocatore    | Presenze     | Reti         | Presenze       | Reti           | Presenze           | Reti               | Presenze | Reti   |
| ------------ | ------------ | ------------ | -------------- | -------------- | ------------------ | ------------------ | -------- | ------ |
| B. Auld      | 27           | 7            | 5+9            | 2+3            | 8                  | 0                  | 49       | 12     |
| J. Brogan    | 1            | 0            | 0+0            | 0+0            | 0                  | 0                  | 1        | 0      |
| D. Cattanach | 0            | 0            | 2+0            | 0+0            | 0                  | 0                  | 2        | 0      |
| S. Chalmers  | 29           | 23           | 6+10           | 3+5            | 9                  | 5                  | 54       | 36     |
| J. Clark     | 34           | 0            | 6+10           | 0+0            | 9                  | 0                  | 59       | 0      |
| J. Craig     | 18           | 0            | 4+1            | 0+0            | 5                  | 0                  | 28       | 0      |
| J. Cushley   | 1            | 0            | 0+0            | 0+0            | 0                  | 0                  | 1        | 0      |
| J. Fallon    | 1            | -0           | 0+0            | -0+-0          | 0                  | -0                 | 1        | 0      |
| C. Gallagher | 11           | 2            | 3+0            | 1+0            | 2                  | 0                  | 16       | 3      |
| T. Gemmell   | 34           | 9            | 6+10           | 2+1            | 9                  | 4                  | 59       | 16     |
| S. Henderson | 0            | 0            | 0+0            | 0+0            | 0                  | 0                  | 0        | 0      |
| J. Hughes    | 19           | 6            | 4+4            | 1+1            | 5                  | 0                  | 32       | 8      |
| J. Johnstone | 25           | 13           | 5+10           | 0+1            | 9                  | 2                  | 49       | 16     |
| J. Kennedy   | 0            | -0           | 0+-0           | 0+-0           | 0                  | -0                 | 0        | 0      |
| B. Lennox    | 27           | 13           | 5+7            | 5+5            | 7                  | 2                  | 46       | 25     |
| B. Martin    | 0            | -0           | 0+-0           | 0+-0           | 0                  | -0                 | 0        | 0      |
| J. McBride   | 14           | 18           | 0+10           | 0+15           | 2                  | 0                  | 26       | 33     |
| F. McCarron  | 0            | 0            | 0+0            | 0+0            | 0                  | 0                  | 0        | 0      |
| B. McNeill   | 33           | 0            | 6+10           | 0+2            | 9                  | 1                  | 58       | 3      |
| B. Murdoch   | 31           | 4            | 4+10           | 2+2            | 9                  | 0                  | 54       | 8      |
| R. Simpson   | 33           | -33          | 6+10           | -3+-7          | 9                  | -5                 | 58       | -48    |
| W. Wallace   | 21           | 14           | 6+0            | 5+0            | 3                  | 2                  | 30       | 21     |
| I. Young     | 1            | 0            | 0+0            | 0+0            | 0                  | 0                  | 1        | 0      |